# Tapeinosperma clethroides
Tapeinosperma clethroides är en viveväxtart som beskrevs av Carl Christian Mez. Tapeinosperma clethroides ingår i släktet Tapeinosperma och familjen viveväxter. Inga underarter finns listade i Catalogue of Life.